# Frison (Friseur)

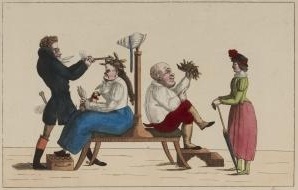
„Herr Frison oder der Modefriseur“, zeitgenössische Karikatur.

Frison (* um 1700; † im 18. Jahrhundert)  war in der Zeit von König Ludwig XV. in Paris als Friseur tätig. Er war Hoffriseur der Königin Maria Leszczyńska und gilt als der erste prominente Damenfriseur Frankreichs.

## Leben
Bis zum Beginn des 18. Jahrhunderts war in Frankreich der Berufsstand der Friseure unbekannt. In der besseren Gesellschaft wurden die Herren von ihren Kammerdienern frisiert, und die Damen der Gesellschaft vertrauten ihre Köpfe den Kammerzofen an. Die einfache Bevölkerung war auf die Dienste der Barbiere und Perückenmacher angewiesen. Zu Beginn des 18. Jahrhunderts übernahmen männliche Perückenmachermeister das Frisieren der Damen an den Opernhäusern, ein erster Schritt auf dem Weg zum Beruf des Damenfriseurs.
In dieser Situation betrat der ehemalige Lakai Frison die Bühne, der erste prominente Damenfriseur des 18. Jahrhunderts, der durch die Eleganz seiner Frisuren die Damen begeisterte. Der beziehungsreiche Name Frison („Löckchen“) war nicht sein richtiger Name, vielmehr verdankte er diesen Spitznamen der ihm huldigenden Damenwelt. In einer Streitschrift zwischen Perückenmachern und Friseuren heißt es, „Dubois genannt Frison“ und Dagé seien allgemein bekannt gewesen als „Friseur der Königin und der Damen des Hofes“. Der Allerweltsname Dubois ist bei der Suche nach den spärlichen Spuren des Meistercoiffeurs jedoch wenig hilfreich, so dass seine Herkunft und seine detaillierte Biographie weiterhin im Dunkeln bleiben müssen.

### Hoffriseur
Frisons Begabung entdeckte Madame de Cursay, die ihn ihrer Schwägerin Madame de Prie weiterempfahl. Diese war die Mätresse des Herzogs von Bourbon und während dessen Amtszeit als Premierminister die tatsächliche Regentin Frankreichs. Sie fädelte die Heirat Ludwigs XV. mit der polnischen Prinzessin Maria Leszczyńska ein, die 1725 stattfand. Durch Vermittlung von Madame de Prie wurde Frison zum Hoffriseur der Königin und schaffte so den Durchbruch zum Modefriseur der Damen der Gesellschaft.
Frisons niedrige, stirnfreie Lockenfrisuren lagen eng am Kopf an, manchmal ergänzt durch hängende Seitenlocken. Als schmückendes Beiwerk dienten Federn, Diamanten und Käppchen.

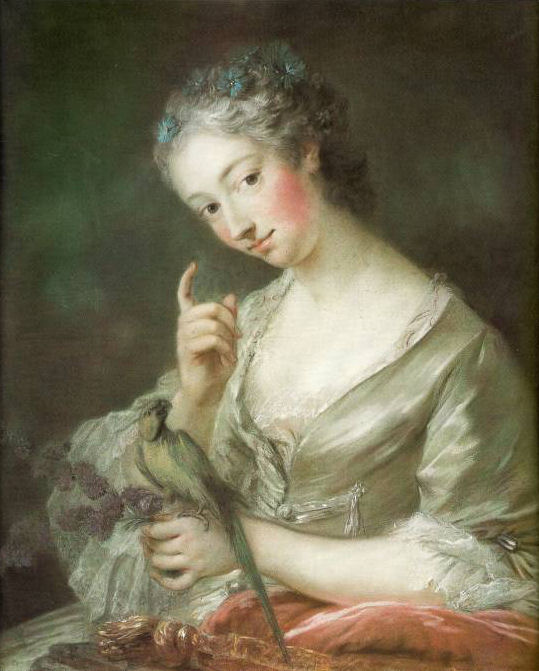
Madame de Prie.
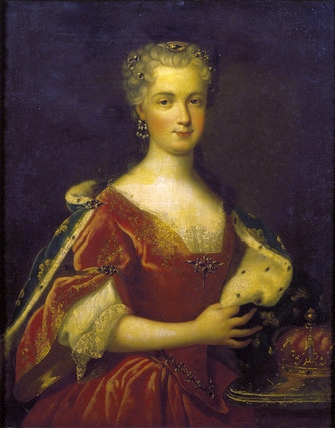
Maria Leszczyńska, Königin von Frankreich, um 1725.
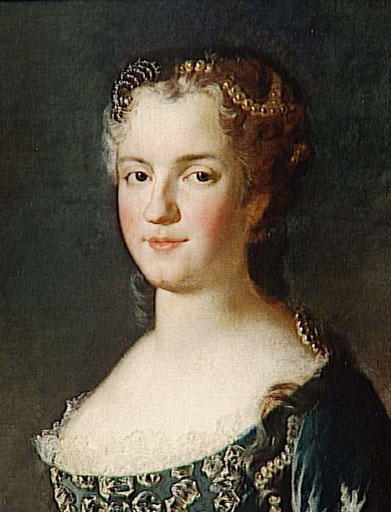
Um 1730.
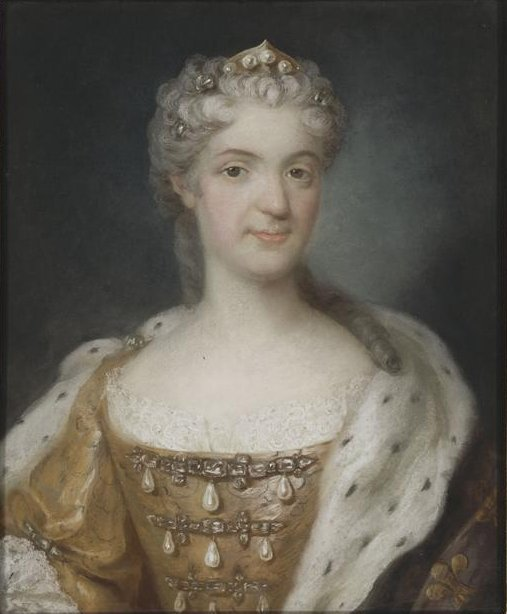
um 1740.

Offenbar war Frison im Jahre 1770 bereits vergessen. In den Memoiren der Mademoiselle Quinault stellt der Autor die rhetorische Frage:
„Wer, Frison? wird man heute fragen (im Jahr 1770). – Ach, das war doch dieser Modefriseur, ein ehemaliger Lakai, ein hübscher junger Mann mit geschickten Händen und einem erlesenen Geschmack. Ihm gelang es, sich einen grandiosen Ruf zu erwerben, die Damen am Hof wollten nur noch von ihm frisiert werden; und die Damen in der Stadt mussten, wenn sie ihn haben wollten, bis zu sechs Louisdor pro Sitzung zahlen.“

### Marquise d’Herbault
Als der Finanzminister Charles Gaspard Dodun 1723 zum Marquis ernannt wurde, kam ein Spottgedicht auf, das den Dünkel seiner Frau Marie-Anne Dodun, nunmehr Marquise d’Herbault, auf die Schippe nahm:
| La Dodun dit à Frison : Coiffez-moi avec adresse, Je prétends avec raison Inspirer de la tendresse. Tignonez, tignonez, bichonnez-moi, Je vaux bien une duchesse, Tignonez, tignonez, bichonnez-moi, Je vais souper chez le Roi ! | Frau Dodun sprach zu Frison: Frisieren Sie mich mit Geschick, Steht es doch ohne Zweifel fest, Dass ich zur Zärtlichkeit verlocke. Flechten, flechten, schmücken Sie mein Haar, Wert bin ich so viel wie eine Herzogin, Flechten, flechten, schmücken Sie mein Haar, Beim König werde ich soupieren! |

### Guigne, Friseur des Königs
Die Berufskollegen Frisons sahen den Aufstieg des Quereinsteigers mit großer Eifersucht. Die Brüder Goncourt berichteten 1862 in ihrer Monographie über die Frau des 18. Jahrhunderts:
„Und dieser Frison, der keine Schüler ausbildete, erregte allenthalben Neid. So verkleidete sich Guigne, der Friseur des Königs, als Lakai, um Frison bei der Arbeit auszuspionieren. Frison, der ihn erkannte, führte ihn jedoch hinters Licht und frisierte seine Kundin so schlecht wie er nur konnte.“
Einem Memoirenschreiber des frühen 19. Jahrhunderts, Étienne-Léon de Lamothe-Langon, beliebte es sogar, dem königlichen Friseur Mordabsichten zu unterstellen:
Frison „hatte den berühmten Guigne, den Friseur des Königs, ohne weiteres vom Thron stoßen können. … Guigne geriet darüber in so große Verzweiflung, dass er sich in seinem Wahnsinn mit einer Pistole und einem Rasiermesser bewaffnete, um seinen Rivalen zu töten. Man musste ihn mit Gewalt von seinem Vorhaben abhalten, wegsperren und mit kalten Duschen behandeln.“

### Nachfolger
Frison war einer der ersten prominenten Damenfriseure in Frankreich. Die Königin, seine wichtigste Kundin, starb 1768, wann Frison starb, ist nicht bekannt. Dagé gehörte zur nächsten Generation der Starfriseure. Er zählte zwei Mätressen Ludwigs XV. zu seinen Kundinnen: die Herzogin von Châteauroux und die Madame de Pompadour. Zur nächsten Generation der Starfriseure gehörten Legros de Rumigny, Autor eines Frisurenbuchs und Gründer einer Friseurakademie, und die Friseure der Königin Marie-Antoinette, Larseneur und sein Nachfolger Léonard Autié. Autié und die Modistin Rose Bertin, eine der wenigen prominenten Friseusen, wurden vor allem bekannt durch ihre Turmfrisuren.

### Leben
- Edmond et Jules de Goncourt: La femme au dix-huitieme siecle. Paris : Firmin Diderot, 1862, Seite 303–304, pdf.
- Étienne-Léon de Lamothe-Langon: Mémoires de Mademoiselle Quinault ainée, Band 2. Paris : Allardin, 1836, Seite 130–131, pdf.
- Marie de Villermont: Histoire de la coiffure féminine. Brüssel : Ad. Mertens, 1891, Seite 680–681, pdf.

### Sonstiges
- M. W. Duckett (Herausgeber): Dictionnaire de la conversation et de la lecture : inventaire raisonné des notions générales les plus indispensables à tous, par une société de savants et de gens de lettres, Seconde Édition, Tome 6. Paris, 1867, Seite 1–2, pdf.
- Joly de Fleury: Réponses aux objections pour les coëffeurs des dames contre les Maîtres Barbiers & perruquiers. Paris : Knapen & Delaguette, 1769, pdf.